# Corey Stoll
Corey Daniel Stoll (sinh ngày 14 tháng 3 năm 1976) là nam diễn viên người Mỹ. Anh từng vào vai phản diện Darren Cross trong phim điện ảnh Ant-Man (2015).

## Thời thơ ấu
Stoll sinh ra tại thành phố New York. Anh là con trai của Judith và Stephen Stoll.
Năm 1998, anh tốt nghiệp Đại học Oberlin. Năm 2003, anh tốt nghiệp khóa học diễn xuất của Đại học New York.